# Deuxième circonscription de Tach Armachiho
La deuxième circonscription de Tach Armachiho est une des 135 circonscriptions législatives de l'État fédéré Amhara, elle se situe dans la Zone Nord Gonder. Son représentant actuel est Gebre Dagnew Kebede.